# Andrzej Nagórski (rotmistrz)
Andrzej Nagórski herbu Ostoja (zm. po 1671 roku) – towarzysz kawalerii, rotmistrz chorągwi piechoty wybranieckiej woj. lubelskiego i bełskiego, poseł na sejm elekcyjny (1669).

## Życiorys
Pochodził z rodziny Nagórskich, wchodzącej w skład rodu heraldycznego Ostojów. Najprawdopodobniej przed rokiem 1671 służył w wojskach koronnych jako towarzysz kawalerii. W 1669 roku był elektorem Michała Korybuta Wiśniowieckiego. W roku 1671 został odnotowany jako rotmistrz chorągwi piechoty wybranieckiej woj. lubelskiego i bełskiego, zorganizowanej przez szlachtę tych województw, wspierającą Michała Korybuta. Prawdopodobnie to o nim pisał Stupnicki, jako o dowódcy chorągwi pancernej, który zginął w 1687 roku pod Kamieńcem Podolskim przeszyty dzidą turecką.